# 五百石站
五百石站（日语：／ Gohyakukoku eki */?）是隸屬於富山地方鐵道的鐵路車站，座落於富山縣中新川郡立山町，為立山線的車站，車站編號為T46。本車站停靠各等級列車，除了立山開山時行駛立山站與本線宇奈月溫泉站之間的特急列車「阿爾卑斯」不停站。其餘列車亦全部可直通至本線的電鐵富山站。
本站是立山町的主要車站，車站附件一帶的大字：包括前澤、前澤新町、前澤中央町、五百石、米澤等都是立山一帶較早形成集落的地方，而立山町役場及其他主要政府設施亦建於車站附近一帶，因此成為立山線中使用人數最多的車站，比以觀光客為主的立山站多出近30%。

## 車站結構

### 現時站房
為一棟四層樓高的町綜合大樓（其中左側於地下及二樓中間加插了中二樓，另一邊則為天井），稱為「立山町元氣交流站」（立山町元気交流ステーション，簡稱或暱稱為(Miraibu)），車站大堂設於地下中央，包括了自動售票機、站務室及設有對應IC卡感應器的開放式閘口。

#### 第一代站房

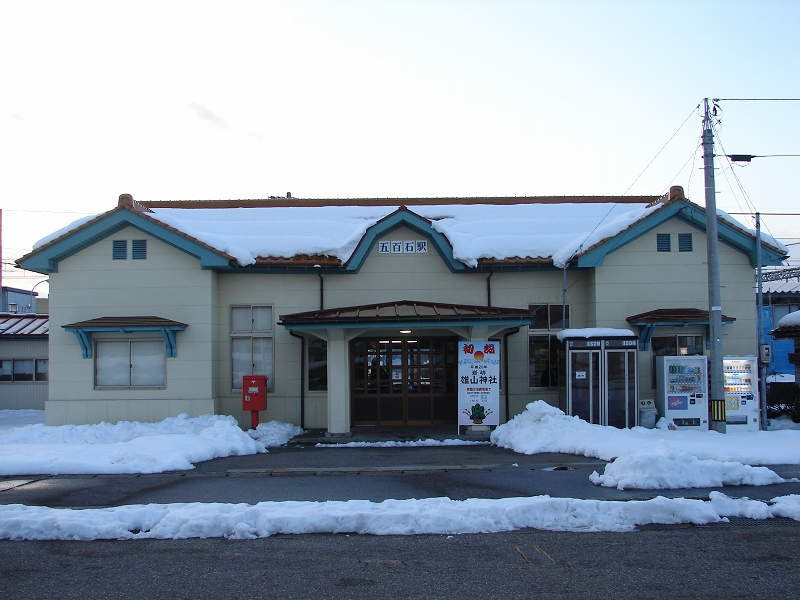
已拆卸的第一代五百石站舊站房。

對稱型西洋風格式兩層高木製站房，中間為正門，兩旁為候車室伸延，正門對面為開放式閘口及站務處，二樓為內部職員專用範圍，一般乘客不能亦不會到達。2011年被拆卸。

### 月台配置
2面2線的側式月台，是立山線列車經常進行交換的中途站。當站房重建時，月台也一併進行改善工程，其中兩邊月台的外圍都加設了無障礙斜道；亦大比例地加裝了月台上蓋和更換圍欄，有效長度方面，往寺田方向伸延至4輛，至於往立山方向則維持3輛。
| 月台           | 路線    | 方向 | 目的地           | 備註 |
| -------------- | ------- | ---- | ---------------- | ---- |
| 1 （遠離站房） | ■立山線 | 上行 | 電鐵富山方向     |      |
| 2 （靠近站房） | ■立山線 | 下行 | 岩峅寺、立山方向 |      |

## 歷史
- 1913年6月25日：立山輕便鐵道 滑川站～本站開通，採用762mm軌距、蒸氣火車行駛，本站為終點站[2]。
- 1917年6月25日：立山輕便鐵道改名為立山鐵道。
- 1921年：

- 3月19日：立山鐵道本站～立山站（即現時岩峅寺站）伸延開業，改為中途站。
- 9月26日：受暴風影響，站內一列貨卡被強風吹至在路軌上不受控制的滑行，最終導致脫軌事故。

- 1931年：

- 3月20日：立山鐵道併入富山電氣鐵道內。
- 8月15日：富山電氣鐵道（即現時富山地方鐵道的前身）富山田地方站（即現時電鐵富山站與稻荷町站之間）至上市站及由寺田站至本站的「寺田支線」開通，採用現時1067毫米的路軌及電聯車行駛。

- 1932年12月20日：原立山鐵道上市口站至本站的762mm軌距蒸氣火車廢線。
- 1936年8月18日：原立山鐵道本站～立山站（當日改名為「岩峅寺站」）改為1067毫米軌闊及電化，並與寺田支線接軌，列車開始可沿寺田支線直通至富山田地方站。
- 1943年1月1日：富山縣內所有鐵道會社合併於富山電氣鐵道下，改名為「富山地方鐵道」。
- 1959年1月1日：改稱「立山町站」。
- 1970年7月1日：重新改回為「五百石站」。
- 2011年3月7日：站房改建工程正式展開，使用了超過98年的舊站房被拆卸[6]。
- 2012年6月1日：第二代站房完工，開始使用。
- 2019年3月16日：增設車站編號[7]。

## 利用人數
| 乘車人員推算 | 乘車人員推算    | 乘車人員推算 |
| 年度         | 1日平均上落人數 |              |
| ------------ | --------------- | ------------ |
| 1998年       | 1,116           |              |
| 1999年       | 1,031           |              |
| 2000年       | 983             |              |
| 2001年       | 929             |              |
| 2002年       | 937             |              |
| 2003年       | 900             |              |
| 2004年       | 861             |              |
| 2005年       | 908             |              |
| 2006年       | 914             |              |
| 2007年       | 904             |              |
| 2008年       | 869             |              |
| 2009年       | 830             |              |
| 2010年       | 850             |              |
| 2011年       | 853             |              |
| 2012年       | 870             |              |
| 2013年       | 831             |              |
| 2014年       | 847             |              |
| 2015年       | 872             |              |
| 2016年       | 888             |              |
| 2017年       | 902             |              |
| 2018年       | 858             |              |

## 相鄰車站
富山地方鐵道
■立山線
特急「阿爾卑斯」（只限15/4至30/11）
通過
特急「立山」、快速急行（下行）
寺田（T08）－五百石（T46）- 岩峅寺（T51）
普通
田添（T45）－五百石（T46）- 榎町（T47）

## 外部連結
- 富山地方鐵道五百石站公式網頁。（页面存档备份，存于）（日語）
- http://miraibu.jp/（页面存档备份，存于）